# Meioneta boninensis
Meioneta boninensis är en spindelart som beskrevs av Saito 1982. Meioneta boninensis ingår i släktet Meioneta och familjen täckvävarspindlar. Inga underarter finns listade i Catalogue of Life.